# A Saucerful of Secrets
A Saucerful of Secrets – druga płyta brytyjskiego zespołu rockowego Pink Floyd. Nagrana została między październikiem 1967 a kwietniem 1968 (zob. 1968 w muzyce). Jest to ostatnia płyta zespołu z udziałem dotychczasowego lidera Syda Barretta – (utwór Jugband Blues oraz gitary na „Remember a Day” i „Set the Controls for the Heart of the Sun”).

## Charakterystyka albumu
Problemy z pogrążającym się w chorobie psychicznej (schizofrenia) i używaniu psychodelików (LSD) Barrettem spowodowały, że został on odsunięty od prac nad płytą, a wkrótce wyrzucony z zespołu. Jego następcą został David Gilmour, a wszystkie utwory na płycie poza „Jugband Blues” są autorstwa pozostałych członków grupy.
Część utworów stylistycznie przypominała kompozycje Barretta, lecz trzy najważniejsze utwory, na których oparty jest szkielet albumu, czyli „Let There Be More Light”, „Set the Controls for the Heart of the Sun” i tytułowe „A Saucerful of Secrets” wskazują nowy kierunek, w którym grupa miała podążyć. Ciemna atmosfera, powolne tempo, wolno rozwijające się linie melodyczne, instrumentalne riffy płynnie przechodzące z motywu w motyw i z instrumentu na instrument, powolne pulsujące rytmy grane na nisko strojonych bębnach. 

## Lista utworów
| Nr | Tytuł                                                  | Długość |
| -- | ------------------------------------------------------ | ------- |
| 1. | "Let There Be More Light” (Waters)                     | 5:38    |
| 2. | „Remember A Day” (Wright)                              | 4:33    |
| 3. | „Set the Controls for the Heart of the Sun” (Waters)   | 5:28    |
| 4. | „Corporal Clegg” (Waters)                              | 4:13    |
| 5. | "A Saucerful of Secrets” (Gilmour/Mason/Waters/Wright) | 11:57   |
| 6. | „See-Saw” (Wright)                                     | 4:36    |
| 7. | „Jugband Blues” (Barrett)                              | 3:00    |

## Twórcy
1. Syd Barrett – wokal, gitara w utworze „Jugband Blues”; gitara akustyczna i slide w „Remember a Day”; gitara w „Set the Control for the Heart of Sun”
2. David Gilmour – wokal, gitara
3. Nick Mason – perkusja
4. Roger Waters – wokal, gitara basowa
5. Richard Wright – instrumenty klawiszowe